# 富尔顿 (肯塔基州)
富尔顿（英語：Fulton），是美国肯塔基州的一座城市。建立于1872年，面积约为7.8平方公里（3平方英里）。根据2010年美国人口普查，该市的人口为2,445人。